# Caràcter ruby
Els caràcters ruby són caràcters petits que es col·loquen típicament sobre els caràcters xinesos o al seu costat a l'hora d'escriure en un sistema logogràfic.
Normalment se'ls anomena només ruby o rubi i s'usen com una ajuda a la pronunciació dels caràcters que poden resultar obscurs a la lectura. També se'ls ha anomenat "agate" als Estats Units.

## Exemples

### Japonès
Els següents exemples usen taules per a poder representar caràcters ruby japonesos (anomenats furigana) sobre els kanji del nom de Tòquio (東京).
| とう | きょう |
| 東   | 京     |

| トウ | キョウ |
| 東   | 京     |

| tō | kyō |
| 東 | 京  |

Nota: la mida de la font s'ha exagerat perquè es pugui veure bé.
En japonès pràcticament tots els furigana s'escriuen usant-hi el sil·labari hiragana. El katakana i l'alfabet romaji s'hi usen rarament, si és que s'hi usen, malgrat que aquest últim seria l'idoni si el que es vol és clarificar la pronúncia d'algun mot als catalanoparlants que no coneixen el japonès.

### Xinès
Els següents exemples mostren caràcters ruby xinesos per al nom de Pequín (北京).
| ㄅㄟˇ | ㄐㄧㄥ |
| 北    | 京     |

| běi | jīng |
| 北  | 京   |

## Usos dels caràcters ruby
El ruby pot ser emprat per diferents raons:
- Perquè el caràcter és rar i la pronúncia és desconeguda per a molts. Els caràcters utilitzats com a noms personals caurien en aquesta categoria.
- Perquè el caràcter té més d'una pronúncia i el context no és suficient per a determinar quina usar.
- Perquè els lectors a qui es dirigeix un text encara estan aprenent la llengua i no s'espera d'ells que en coneguin la pronúncia.
- Per a emfatitzar un joc de paraules (anomenats dajare en japonès) o un acudit usant una lectura alternativa dels kanji. És un recurs molt utilitzat al còmic.

El ruby també pot ser usat per a mostrar el significat, més que la pronúncia, d'alguna paraula poc familiar (normalment estrangera) o d'argot. Aquest ús es dona normalment en diàlegs i potser només en japonès.
On més s'usa el ruby és en publicacions xineses i japoneses. Els furigana (o yomigana), la forma més comuna, es troba en llibres didàctics japonesos, diaris i llibres per a nens.
En japonès hi ha caràcters (com ara tsu っ per a indicar pausa abans de la següent consonant) que se solen escriure d'una mida més o menys la meitat que els caràcters normals. Per a evitar molèsties al lector, però, quan apareixen en una transcripció ruby, que per se ja és d'una grandària més petita, aquests caràcters són de la mateixa mida que la resta dels caràcters ruby.
En xinès, la pràctica de donar pistes per a la pronunciació usant ruby no és habitual, però sí que es pot trobar per sistema en llibres de text escolars o diccionaris. Els xinesos no tenen cap nom en particular per a aquesta pràctica, ja que no és tan estesa com al Japó. Quan cal, s'usen sistemes fonètics xinesos com ara el zhuyin o el hanyu pinyin.
El ruby no éstà restringit al material imprès sinó que es fa servir també en l'escriptura manuscrita.

## Història
Originalment, Ruby era el nom d'un tipus de lletra britànic de 5,5 punts usat per a fer notes en documents impresos. En japonès, més que referir-se al nom del tipus de lletra, la paraula va ser emprada per a anomenar la impressió dels furigana. En traduir-ho de nou a l'anglès, la paraula va ser transcrita com a "rubi" (la romanització estàndard de la paraula japonesa ルビ). Tot i això, l'ortografia "ruby" ha esdevingut més comuna des que el World Wide Web Consortium va publicar la recomanació per al marcatge ruby.
Als Estats Units se n'ha dit "agate" com a mínim des dels anys cinquanta:
| «                                                            | agate An old name for a size of type slightly smaller than five and one-half points, [...]. Called ruby in England. | » |
| — Marjorie E. Skillin, et al., Words into Type, 1948, p. 538 | |   |

## Ruby al sistema Unicode
Unicode i el seu estàndard UCS suporten ruby per mitjà dels següens caràcters d'anotació interliniar:
- U+FFF9 (Hexadecimal): marca d'inici d'anotació interliniar
- U+FFFA: separador d'anotació interliniar
- U+FFFB: marca de terminació d'anotació interliniar

L'informe tècnic número 20 aclareix que aquests caràcters són d'ús "intern" dels programes que els interpreten, i que s'hauria d'emprar el llenguatge de marques allà on s'escaigui.

## Llenguatge de marques ruby i suport
El 2001, el W3C va publicar l'especificació de l'anotació ruby per a dotar l'XHTML de marcatge ruby. Aquest marcatge no és una part estàndard de l'HTML 4.01 ni de cap de les especificacions de l'XHTML 1.0 (estricta, transicional o frameset), però va ser incorporada a l'especificació de l'XHTML 1.1.
El suport pel marcatge ruby en navegadors web és limitat, ja que l'XHTML no està àmpliament implementat. El marcatge ruby és parcialment suportat per l'Internet Explorer de Microsoft per a Windows i Macintosh, però no és suportat per Mozilla, Firefox, Safari/Konqueror o Opera. Per a Mozilla (i afins, com el Firefox) existeix una extensió no oficial. Per als altres, el més senzill és afegir a les preferències alguna de les regles CSS que circulen per internet Arxivat 2007-02-28 a Wayback Machine..
L'estructura del marcatge ruby és tal que pot ser visualitzat (amb els caràcters ruby entre parèntesis just després dels logogrames corresponents) encara que el navegador no hi doni suport.

### Exemples
L'exemple per al hiragana de més amunt es repeteix a continuació, usant marcatge ruby:
```
<ruby>
 <rb>
 
&
#26481;
 </rb>
 <rp>
 [
 </rp>
 <rt>
 
&
#12392;
 
&
#12358;
 </rt>
 <rp>
 ]
 </rp>
 </ruby>
 <ruby>
 <rb>
 
&
#20140;
 </rb>
 <rp>
 [
 </rp>
 <rt>
 
&
#12365;
 
&
#12423;
 
&
#12358;
 </rt>
 <rp>
 ]
 </rp>
 </ruby>
```

Entre el parell d'etiquetes <ruby></ruby> es posa tota la informació corresponent a cada element transliterat (en aquest cas un kanji i els furigana corresponents).
Entre el parell d'etiquetes <rb></rb> es posa l'element transliterat (el kanji aïllat).
Entre el parell d'etiquetes <rt></rt> es posa la transliteració (en aquest cas els furigana).
Entre els parells d'etiquetes <rp></rp> que van just abans i just després de la transliteració es posen els símbols que faran de parèntesi d'obertura i de tancament respectivament en cas que el navegador no interpreti el marcatge ruby (en aquest exemple, un parell de claudàtors).
Si el navegador interpreta correctament el marcatge, el resultat final s'assemblarà a l'exemple. En cas contrari el resultat serà similar a: 東[とう] 京[きょう].
Es poden fer transliteracions més complexes amb ruby que poden ser útils per a combinar-ne dues (una traducció contínua amb una de paraula per paraula, entre altres usos), però la viquipèdia només accepta el marcatge més bàsic. El marcatge complex no té etiqueta <rp> però sí contenidors d'etiquetes <rb> i <rt>, així com un atribut rbspan que indica que una transliteració o traducció comprèn més d'un element:
```
<ruby>
 <rbc>
 <rb>Ta</rb>
 <rb>mi</rb>
 <rb>lubadh</rb>
 <rb>mo</rb>
 <rb>ghlun</rb>
 </rbc>
 <rtc>
 <rt>estar</rt>
 <rt>jo</rt>
 <rt>doglegant</rt>
 <rt>el meu</rt>
 <rt>genoll</rt>
 </rtc>
 <rtc>
 <rt rbspan="5">M'agenollo (Carmina Gadelica, I-1)</rt>
 <rtc>
 <ruby>
```

S'interpretaria (en un navegador que ho suportés) així:
| estar                              | jo                                 | doblegant                          | el meu                             | genoll                             |
| Ta                                 | mi                                 | lubadh                             | mo                                 | ghlun                              |
| M'agenollo (Carmina Gadelica, I-1) | M'agenollo (Carmina Gadelica, I-1) | M'agenollo (Carmina Gadelica, I-1) | M'agenollo (Carmina Gadelica, I-1) | M'agenollo (Carmina Gadelica, I-1) |
| ---------------------------------- | ---------------------------------- | ---------------------------------- | ---------------------------------- | ---------------------------------- |